# Marosi Lajos
Marosi Lajos (Debrecen, 1950. február 3. –) hajómérnök, statisztikus, műfordító.

## Családja
Szülei, Marosi Lajos és Osváth Aliz pedagógusok voltak. Házas (1974–), felesége Nagy Ildikó Eszter biológia-kémia szakos középiskolai tanár, igazgató (Kosztolányi Dezső Gimnázium); gyermekeik: Angéla (1978) és Péter (1983).

## Életpályája
Családja fél éves korában költözött Miskolcra. Iskolás éveit is ott töltötte, 1968-ban érettségizett matematika-fizika tagozaton a Kilián Gimnáziumban.
Érettségi után a Szovjetunióba került: 1968–1974 között a Leningrádi Hajóépítő Egyetemre járt, itt szerzett hajómérnöki oklevelet, diplomatémája egy iskolahajó tervezése volt. (Hazatérve szembesült azzal, hogy 1974-ben megszűnt Magyarországon a folyam-tengerjáró hajók gyártása.) Pár hónapig az Óbudai Hajógyárban dolgozott szerkesztőként, majd a tiszalöki Hajójavítóban tervezési csoportvezető lett. 14 hónapig tiszai hajók rekonstrukcióját vezette (Jégvirág I. és II. jégtörők, Tokaj vontató).
1975 őszén pályamódosítást hajtott végre: KISZ-iskolai tanár lett Nyíregyházán, filozófiaszakot végzett az ELTE-n (1978–1981), filozófiát oktatott a Tanárképző Főiskolán és a pártiskolán. 1984–1987 között szociológiából kandidátusi disszertációján dolgozott Moszkvában, a Társadalomtudományi Akadémián (a technikai kultúra és szerepe a személyiség fejlődésében témakörben). Ennek nyomán idehaza 1987-ben szerzett doktori fokozatot. 1990–1995 között igazgatója, ill. helyettes igazgatója volt a nyíregyházi Munkaerőfejlesztő és Átképző Központnak.

### Szakmai publikációs tevékenysége
1995-ben költözött Budapestre, s a Központi Statisztikai Hivatalban vállalt munkát. Elemző, osztályvezető, valamint 14 évig a Területi Statisztika c. folyóirat felelős szerkesztőjeként. (Szakterülete a munkanélküliségi és a bűnözési statisztika volt.) Szerkesztői munkájának egyik eredménye, hogy a tudományos kritériumoknak megfelelőbbé, lektorálttá tette a lapot, nagyobb teret adott a doktorjelöltek publikációinak. A partner doktori iskolák gyakran kérték fel opponensnek. 8 évig rovatot vezetett az Élet és Tudománynál (Adatok, tények). 2011–2013 között olvasószerkesztője volt a Tér és Társadalom c. tudományos folyóiratnak is. 62 évesen a KSH-ból vonult nyugdíjba.

### Sajtólevelezői tevékenysége
Szülei példáját követve a hétköznapokban tapasztalt rossz szolgáltatás, lelketlen ügyintézés, figyelmetlenségből eredő hiba, tárgyi tévedés ellen gyakran felszólalt. Egyetemi éveitől kezdve leveleivel a szolgáltatót, vállalatot, ellenőrző testületet kereste meg, és egyre gyakrabban a sajtót (Ludas Matyi, Magyarország c. hetilap, Grafikon, Kosár Magazin, Metró, Népszabadság, Népszava, nyíregyházi lapok). Csípős olvasói leveleit, cikkeit a legtöbbször közölték.

## Tagsága szakmai szervezetekben és testületekben
- 1990–1995, MTA Szabolcs-Szatmár Bereg Megyei Tudományos Testülete
- 1995– MTA Köztestülete
- 1996–1998 MTA Statisztikai Bizottsága
- 1995–2012 Magyar Statisztikai Társaság
- 2004–2012 Magyar Regionális Tudományi Társaság

## Műfordítói tevékenysége

### Vlagymir Viszockij
Műfordítóként orosz költőket ültet át magyar nyelvre, ezeket többnyire folyóiratokban és napilapokban, ill. gyűjteményes kötetekben publikálta. Legtöbbet Vlagyimir Viszockijjal foglalkozott, akinek 160 verséből önálló fordításkötetet adott közre 2018-ban (Zavarni néha még fogok). Viszockijjal kapcsolatos gondolatait fordítói esteken (könyvtárakban, kultúrházakban, klubokban), ill. rádióműsorokban, valamint esszékben ismertette a magyar olvasók körében. Fordította Leonyid Volodarszkij (1950–) moszkvai költő magyar témájú verseit.

### Rejtő Jenő
Rejtő Jenő halálának 75. évfordulója előtt figyelt fel a Csontbrigád c. regény 1993-as orosz fordítására. Részletes elemzést adott róla, arra a következtetésre jutva, hogy a rejtői stílus, humor és minőség oroszra fordításának nincs elvi (kultúraközi) akadálya, viszont orosz anyanyelvű fordító és magyar anyanyelvű lektor(ok) szoros együttműködésére van szükség. Észrevételeit 2018-ban nemzetközi konferencián osztotta meg műfordítókkal a Debreceni Egyetem Orosz Központjában.

## Művei

### Versfordítások
- Tilalmakat szegve. Vlagyimir Viszockij versei és dalai; szerk. Viczai Péter; magyar-orosz nyelvű kiadás; Hanga–Új Mandátum, Bp., 2003
- Vlagyimir Viszockij: Farkasösvényen; szerk. Viczai Péter; ÚMK, Bp., 2005
- A végzet dalai. Vlagyimir Viszockij versei és dalai; szerk. Viczai Péter; ÚMK, Bp., 2008
- Leonyid Volodarszkij: Karácsonyi folyosó; szerk. Cseh Károly; Bíbor, Miskolc, 2010
- Zavarni néha még fogok. Viszockij 80; ford., bev., jegyz. Marosi Lajos; Ad Librum Kft., Bp., 2018[3]
- Vakmerőséggel határos / Дерзновению подобно. Kétnyelvű verses könyv; szerzői, Bp., 2022[4][5]

### Visszaemlékezések
- Rádiógram egy szovjet iskolahajón, avagy a navigáció tizenhét szemesztere; Pytheas, Bp., 2021 (digitális melléklettel)[6]
- A denevéres toronytól a távcsöves kupoláig; Észak-Keleti Átjáró Egyesület, Miskolc, 2022 (Privát félmúlt Miskolcon)

### Internetes publikációk
- Interjú Marosi Lajossal Viszockij-fordításkötetéről (Könyvguru, 2018)[7]
- A Csontbrigád orosz fordításának tiszteletteljes kritikája; in: Studia Litteraria. Orosz irodalom – fordításokban. LIX. évf. 2020/1-2. Debrecen[8]
- Marosi Lajos: Hogyan találkoztam mégis Viszockijjal?; in: Spanyolnátha (online folyóirat), XVII. évf., 5. szám, 2020/5.[9]
- Öröm volt mesélni. Elvarázsolták a városról szóló kötetek, hiszen boldog gyermekkora volt Miskolcon (interjú, 2022)[10]

### Statisztikusi munkásságából
- Lajos Marosi: A visit to academic György Enyedi in the citadel of science; in: Regional Statistics, 2011. special number
- Területi hiányleltár (Horror vacui); in: Területi Statisztika, 2011. november
- Afrikánk úttalan útjain (könyvrecenzió); in: Területi Statisztika, 2012. szeptember